# Бреге, Луи Франсуа Клеман
Луи Франсуа Клеман Бреге (фр. Louis Clément François Breguet; 22 декабря 1804, бывш. 11-й округ — 27 октября 1883, Париж) — французский изобретатель, физик, механик и часовщик, известный своими изобретениями в области телеграфии; внук французского часовщика швейцарского происхождения Абрахама-Луи Бреге известеного своими усовершенствованиями в часовом механизме и многими важными открытиями в области механики и физики и основателя марки «Breguet». Член Французской академии наук и Бюро долгот.

## Биография
Луи Франсуа Клеман Бреге родился 22 декабря 1804 года в городе Париже; из династии Бреге. Получил образование в Лицее Кондорсе.
Бреге получил образование в Швейцарии и был внуком Абрахама-Луи Бреге, основателя часовой компании «Breguet»; продолжал занятия своего деда став менеджером часовых мастерских «Breguet et Fils» в 1833 году после того, как его отец Луи Антуан Бреге вышел на пенсию.
Между 1835 и 1840 годами Луи Франсуа Клеман Бреге стандартизировал линейку часов компании, затем производя 350 часов в год, и диверсифицировал производство научных инструментов, электрических устройств, записывающих приборов, электрических термометров, телеграфных инструментов и электрически синхронизированных часов.
В 1841 году совместно с Антуаном Массоном участвовал в постройке первых индукционных катушек, позднее усовершенствованных Генрихом Даниэлем Румкорфом. 
Вместе с Альфонсом Фойем в 1842 году Бреге разработал телеграф Фой-Бреге — электрический игольчатый прибор, который заменил использовавшуюся тогда оптическую телеграфную систему, а более поздняя пошаговая телеграфная система 1847 года была применена на французских железных дорогах и даже экспортировалась в Японию. 
С 1843 года Луи Франсуа Клеман Бреге стал членом Бюро по измерению долгот. 
В 1847 году он заметил, что небольшие тонкие провода можно использовать для защиты телеграфных установок от молнии, тем самым создав прототип нынешних электрических предохранителей, которые используются практически  повсеместно.

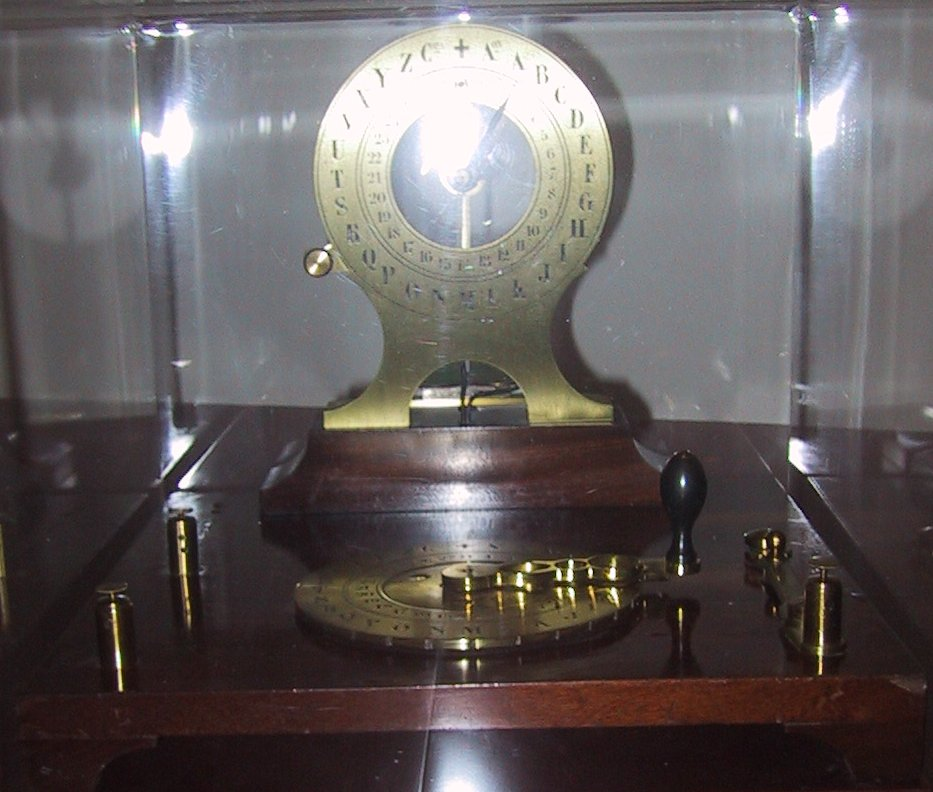
Телеграф Бреге

Он также изготовил аппарат Физо-Фуко с вращающимся зеркалом, который Жан Бернар Леон Фуко и Арман Ипполит Луи Физо использовали для измерения скорости света в 1850 году. В 1856 году он спроектировал общедоступную сеть синхронизированных электрических часов для центра Лиона. В 1866 году он запатентовал электрические часы, управляемые камертоном с частотой 100 Гц.
В 1870 году он передал руководство компанией Эдварду Брауну. Затем Бреге полностью сосредоточился на телеграфе и зарождающейся области телекоммуникаций.
В 1874 году Луи Франсуа Клеман Бреге избран в члены Французской академии наук. Бреге приобрел известность в научном мире своими трудами по физике и электротелеграфии. Его стрелочный телеграф употреблялся после его смерти еще несколько десятилетий почти без изменений. 
Луи Франсуа Клеман Бреге умер 27 октября 1883 года в родном городе и был погребён на кладбище Пер-Лашез.
Его заслуги перед отечеством были отмечены орденом Почётного легиона, а его имя вошло в  Список 72 имён на Эйфелевой башне.
Бреге был женат, и у него был сын Антуан (1851–1882), который продолжил семейный бизнес. Вместе со своим сыном он встречался с Александром Грейамом Беллом и получил лицензию на производство телефонов «Bell» для французского рынка. Он был дедом пионера авиации Луи Шарля Бреге и дядей Софи Бертло — первой женщины, похороненной в парижском Пантеоне.